# Ilja Kopalin
Ilja Kopalin (russisk: Илья́ Петро́вич Копа́лин) (født 2. august 1900 i Pavlovskaja i det Russiske Kejserrige, død 12. juni 1976 i Moskva i Sovjetunionen) var en sovjetisk filminstruktør.

## Filmografi
- Tyskernes Nederlag ved Moskva (Разгром немецких войск под Москвой, 1942)[1][2]